# Antonio Moreno Garza
Antonio Moreno Garza (Villa de Santiago, Nuevo León; 29 de diciembre de 1880 - Rochester, Nueva York; 7 de agosto de 1954) fue un destacado profesor, político y militar mexicano. Participó en la Revolución Mexicana, y posteriormente desempeñó diversos cargos públicos, como alcalde interino de la ciudad de Monterrey y rector de la Universidad de Nuevo León.

## Biografía
Nació en la Hacienda Los Rodríguez, jurisdicción de Villa de Santiago, Nuevo León, el 29 de diciembre de 1880, siendo sus padres Don Gil Moreno y Doña Apolonia Garza. Realizó sus estudios primarios en su pueblo natal y después en Monterrey, donde llevó a cabo estudios comerciales, los cuales finalizó en 1896. Después  trabajó por algún tiempo como empleado en varias casas comerciales regiomontanas.
Al mismo tiempo en que trabajaba, estudió por las noches en la Escuela Normal de Monterrey, donde adquirió su título de profesor en 1902; en ese mismo año fungió como director de la Escuela Garza Ayala, y al año siguiente (1903) fue inspector local de las escuelas de Villaldama. A partir de ese año hasta 1908 fue director de la "Escuela de la Calzada" que después se llamaría "Leon Tolstoi".
De 1904 a 1910 fue catedrático de las dos Escuelas Normales de Monterrey, y de 1910 a 1914 trabajó como empleado en los Ferrocarriles Nacionales de México, en Monterrey, en la Ciudad de México y en Veracruz